# こちら葛飾区亀有公園前派出所 THE FINAL 両津勘吉 最後の日
『こちら葛飾区亀有公園前派出所 THE FINAL 両津勘吉最後の日』（こちらかつしかくかめありこうえんまえはしゅつじょ ザ・ファイナル りょうつかんきちさいごのひ）は、2016年9月18日（日曜日）9:00 - 10:00（JST）にフジテレビと一部のFNS系列局で放送されたアニメ作品。『こちら葛飾区亀有公園前派出所』のテレビスペシャルである。

## 概要
2008年10月26日・11月2日に放送された『こちら葛飾区亀有公園前派出所 目指せ！ 亀有スーパースター!! 〜両津式アイドルへの道！〜』から8年ぶりに制作されたアニメ版として、原作連載40周年を記念する形で放送されることになった。放送前日の9月17日発売の『週刊少年ジャンプ』（集英社）第42号で、原作版『こちら葛飾区亀有公園前派出所』の連載が終了したため、原作最終回も記念する形となる。シリーズとしては初にして唯一のハイビジョン制作となる。
アバンタイトルは、両津勘吉、中川圭一、秋本・カトリーヌ・麗子、大原大次郎、本田速人が「テ、テ、テレビを見るときは、部屋を明るくしてはなれて見てね！」と歌い注意を促すものが使用されている。
ゲストキャラクターの声優には、竹内順子、神谷明、草尾毅、森田成一、置鮎龍太郎といった様々な『週刊少年ジャンプ』のアニメ作品に多数出演した声優が起用されている。
日暮熟睡男・擬宝珠纏・両津勘兵衛は、レギュラー放送終了後に放送されたスペシャル版としては初登場となる。セリフはないが、両津の父・銀次と母・よねも両津の爆死する場面をテレビで見ているという形で後姿のみ登場している。
本作のオープニングでは、これまでのアニメ版に未登場であった御堂春、飛鷹月光、飛鷹日光、スペース・ダンシング刑事クララ、アントワネットが初登場している。他にも、過去にアニメ版で登場したことがあるキャラクターも一瞬ではあるが多数登場している。エンディングは原作である漫画版からの名場面（両津・中川・麗子の初登場シーンなど）が使われた。
番組の最後には「秋本先生からのメッセージ」と題し、原作者の秋本治描き下ろしによる両津のセリフ付きイラストが映し出された。
視聴率は、6.7%（ビデオリサーチ調べ、関東地区）。

## ストーリー
ボーナスでドローンを購入しようと変装して銀行に向かう両津だったが、いつものように商店街の人たちに追い詰められ逃げ出す。しかし8年間忘れ去られていて激怒した日暮によって全額借金返済に当てられてしまい、自力でドローンを作るはめになった。そんなある日、両津は祖父の勘兵衛が監視カメラでスパイをしているのを目撃し、両津の悪行の映像を削除する代わりに秘密にすることを彼と約束する。
その日の夕方、親戚でもある超神田寿司で出前のアルバイトをしていた両津は、玉突き事故の現場で怪しげな集団が一人の少女を誘拐するのを目撃する。勘兵衛らの協力もあって救出に成功するが、その少女は「アッタカイーノ王国」から東京見学で来日したサブリナ王女だった。サブリナは自分とそっくりの檸檬と意気投合して仲良くなり、両津は臨時ボーナスが出るのを理由にサブリナの護衛をすることになる。スケジュールが残っているが、東京見物をしたいと願うサブリナの気持ちを汲んだ檸檬は、お互いに入れ替わろうと提案する。両津は「檸檬を危険な目に遭わせるわけにはいかない」と断るが、サブリナのペンダントがボーナスより価値があると思い、欲に目がくらんで入れ替わるのを許し、中川と麗子にサブリナに扮した檸檬の護衛を頼む。
翌日、両津はサブリナと共に東京下町の観光を楽しむが、その一方でホテルの飲食会にて誘拐犯の策略により檸檬が誘拐されてしまう。両津は勘兵衛や特殊刑事課の面々、爆竜大佐の力を借りて誘拐犯を退治し檸檬を救うが、誘拐犯が所持していた爆弾が落としたはずみで作動し始めた。両津は街を救おうと東京スカイツリーの頂上で爆弾を投げ捨てようとするが、あと一歩のところで爆弾が両津の手に絡まって爆発し両津は死亡。両津は閻魔大王に会うも、地獄と天国の住民から受け入れを拒否されて地上に戻される。サブリナも檸檬も両津の無事を喜んで涙を流し、後日サブリナは両津と檸檬に別れを告げて帰国した。
そのあとは何事もなかったかのようにいつも通りの日常を過ごす両津だが、上司の大原から手柄を認められた直後、スカイツリーの弁償代として百億円の請求書を見せられる。当然そんな大金を払えるわけもなく、両津は「わしは絶対、受け取りませ〜ん！」と言っていつものように大原から逃げ出す。それを見ていた中川と麗子も笑みを浮かべるのだった。

## 登場キャラクター

### 主要キャラクター
両津勘吉
本作の主人公。破天荒で金にがめついトラブルメーカーながら、人情に厚い下町気質の警察官。
本作ではサブリナの護衛を頼まれる。
中川圭一
両津の後輩の警官。実家は世界有数の大企業。
秋本・カトリーヌ・麗子
両津の同僚の婦人警官。中川と同じく世界有数の企業の令嬢。
大原大次郎
両津の上司で葛飾署の巡査部長。問題ばかり起こす両津には厳しいが、彼のことを人一倍気にかけている。
日暮熟睡男
両津の同僚。オリンピックが開催される4年に一度しか起きない超能力男（当時2016年はオリンピックが開催される年であった）。本作では8年間も眠り続けていて両津からも存在を忘れ去られていたために激怒し、両津から借金を分捕った。
警視総監
警視庁の警視総監。
屯田五目須
葛飾署の署長。両津にサブリナの護衛を頼む。
本田速人
両津の後輩。普段は気弱だが元暴走族の総長であり、バイクに乗ると性格が豹変する。
擬宝珠纏
超神田寿司の長女で、葛飾署交通課の婦警。両津とは又従兄妹にあたる。
特殊刑事課
海パン刑事、ドルフィン刑事、月光刑事&美茄子刑事の三組で構成されているエリート刑事集団。檸檬を救うために活躍する。
両津勘兵衛
両津の祖父。本作ではスパイを結成し、サブリナや檸檬を救助するために活躍する。
爆竜大佐
アメリカ軍人の大佐。特殊刑事課とともに檸檬を救うために両津に協力する。
擬宝珠檸檬
両津を慕う超神田寿司の次女。幼稚園児だが時代劇が大好きで、古風な口調で話す。
本作ではかなり重要なキャラクターとなり、自分にそっくりなサブリナ王女と意気投合する。
擬宝珠夏春都
超神田寿司の経営者であり、纏、檸檬の祖母。遊び人が多い両津家の男性陣を嫌っているが、両津の板前としての技量だけは評価しており、繁忙期には彼をアルバイトとして雇っている。

### ゲストキャラクター
サブリナ
日本の文化や伝統を堪能するために「アッタカイーノ王国」から来日した王女。外見は檸檬そっくりだが、髪の毛と瞳の色が異なり、礼儀正しく言葉遣いも丁寧。
玉突き事故の現場で誘拐犯にさらわれるが、両津により助けられる。東京見物をしたいことを理由に檸檬と入れ替わることとなる。日本語が堪能で、日本のテレビドラマを見ながら日本語をマスターしたという知能の持ち主。常にダイヤモンドの入ったペンダントを首にかけている。
誘拐犯
身代金目的でサブリナ王女を誘拐しようと企む正体不明の4人の集団。4人とも名前は不明で、金髪でヒゲを生やした長身の男がリーダー。
玉突き事故の現場でサブリナを誘拐するも、両津に邪魔されて一時撤退。翌日サブリナと入れ替わった檸檬を誘拐し、特殊刑事を含んだ包囲網を次々と掻い潜って逃走。挙句には所持していた爆弾で東京スカイツリー周辺もろとも爆破させようとするが、両津が飛ばした下駄が当たって怯まされた後、逮捕される。リーダーの男は極悪人ではない模様で、爆弾が作動してしまった際には周囲に避難を促していた。また包囲網を掻い潜る際に、タクシーに乗っている幹部の男がジャンプを読んでいるシーンがある。

### その他
秋本治
作者本人でオープニングの最後に一瞬登場した。
御堂春
大阪・通天閣警察署の交通課の女性警察官。オープニングで登場して、公園前派出所で両津にコブラツイストをかけていた。

## キャスト
- 両津勘吉 - ラサール石井
- 中川圭一 - 宮本充
- 秋本麗子 - 森尾由美
- 大原部長 - 佐山陽規
- 日暮 - 今井敦
- 警視総監 - かねこはりい
- 屯田署長 - 西村仁
- 本田速人 - 家中宏
- 纏 - 土居裕子
- 海パン刑事 - 荒川亮
- ドルフィン刑事 - 赤星昇一郎
- 勘兵衛 - 外波山文明
- 爆竜大佐 - 小村哲生
- 夏春都 - 小宮孝泰
- 檸檬 - 齋藤彩夏
- 留吉 - 蓮岳大
- 尾崎 - 高瀬右光
- 山口 - 天野慶子
- サブリナ王女 - 竹内順子
- 誘拐犯リーダー - 神谷明
- 誘拐犯部下 - 草尾毅、置鮎龍太郎、森田成一
- 街の人々 - 内藤玲、下崎紘史、長浜満里子、金田アキ、森下由樹子

## スタッフ
- 原作 - 秋本治、アトリエびーだま
- 企画 - 情野誠人（フジテレビ）、麻生一宏（ADK）
- 脚本 - 山田隆司
- キャラクターデザイン・作画監督 - 時永宜幸
- 音響監督 - 高桑一
- 音楽 - 米光亮、佐橋俊彦
- 美術監督 - 柴田聡
- 色彩設計・色指定・検査 - 黒田隆志
- 撮影監督 - 小野剛史
- アニメーションプロデューサー - 田中日出男
- プロデューサー - 橋爪駿輝（フジテレビ）、高橋知子（ADK）
- メカ作画監督・プロップデザイン - 角谷修一
- 編集 - 中川晶男
- ビデオ編集 - 浦賀弘光
- 録音・調整 - 依田章良
- 効果 - 武藤晶子
- 音響制作 - 阿部秀平
- 録音スタジオ - 神南スタジオ
- キャスティング協力 - ネルケプランニング
- 監修協力 - 集英社
- 企画協力 - 週刊少年ジャンプ、ADK
- 広報担当 - 瀬田裕幸・太田真紀子（フジテレビ）、野口かずみ
- 監督・絵コンテ・演出 - しぎのあきら
- アニメーション制作・撮影 - ぎゃろっぷ
- 製作 - フジテレビ、ADK

## 主題歌
オープニングテーマ「葛飾ラプソディー」
作詞 - 森雪之丞 / 編曲 - 中山努・堂島孝平 / 作曲・唄 - 堂島孝平（日本コロムビア）
エンディングテーマ「おいでよ亀有」
作詞 - ラサール石井 / 作曲・編曲 - 佐橋俊彦 / 唄 - 両津勘吉とこち亀うぃ〜ん合唱団（日本コロムビア）

## 放送局
| 放送地域       | 放送局             | 系列           | 放送時間                     | 放送日         | 備考       |
| -------------- | ------------------ | -------------- | ---------------------------- | -------------- | ---------- |
| 関東広域圏     | フジテレビ         | フジテレビ系列 | 日曜 9:00 - 10:00            | 2016年9月18日  | 制作局     |
| 北海道         | 北海道文化放送     | フジテレビ系列 | 日曜 9:00 - 10:00            | 2016年9月18日  | 同時ネット |
| 岩手県         | 岩手めんこいテレビ | フジテレビ系列 | 日曜 9:00 - 10:00            | 2016年9月18日  | 同時ネット |
| 宮城県         | 仙台放送           | フジテレビ系列 | 日曜 9:00 - 10:00            | 2016年9月18日  | 同時ネット |
| 山形県         | さくらんぼテレビ   | フジテレビ系列 | 日曜 9:00 - 10:00            | 2016年9月18日  | 同時ネット |
| 福島県         | 福島テレビ         | フジテレビ系列 | 日曜 9:00 - 10:00            | 2016年9月18日  | 同時ネット |
| 静岡県         | テレビ静岡         | フジテレビ系列 | 日曜 9:00 - 10:00            | 2016年9月18日  | 同時ネット |
| 長野県         | 長野放送           | フジテレビ系列 | 日曜 9:00 - 10:00            | 2016年9月18日  | 同時ネット |
| 石川県         | 石川テレビ         | フジテレビ系列 | 日曜 9:00 - 10:00            | 2016年9月18日  | 同時ネット |
| 中京広域圏     | 東海テレビ         | フジテレビ系列 | 日曜 9:00 - 10:00            | 2016年9月18日  | 同時ネット |
| 近畿広域圏     | 関西テレビ         | フジテレビ系列 | 日曜 9:00 - 10:00            | 2016年9月18日  | 同時ネット |
| 愛媛県         | テレビ愛媛         | フジテレビ系列 | 日曜 9:00 - 10:00            | 2016年9月18日  | 同時ネット |
| 高知県         | 高知さんさんテレビ | フジテレビ系列 | 日曜 9:00 - 10:00            | 2016年9月18日  | 同時ネット |
| 福岡県         | テレビ西日本       | フジテレビ系列 | 日曜 9:00 - 10:00            | 2016年9月18日  | 同時ネット |
| 佐賀県         | サガテレビ         | フジテレビ系列 | 日曜 9:00 - 10:00            | 2016年9月18日  | 同時ネット |
| 熊本県         | テレビ熊本         | フジテレビ系列 | 日曜 9:00 - 10:00            | 2016年9月18日  | 同時ネット |
| 広島県         | テレビ新広島       | フジテレビ系列 | 土曜 10:25 - 11:25           | 2016年9月24日  | 遅れネット |
| 新潟県         | 新潟総合テレビ     | フジテレビ系列 | 月曜 15:55 - 16:50           | 2016年10月10日 | 遅れネット |
| 秋田県         | 秋田テレビ         | フジテレビ系列 | 土曜 1:55 - 2:55（金曜深夜） | 2016年10月15日 | 遅れネット |
| 岡山県・香川県 | 岡山放送           | フジテレビ系列 | 土曜 12:00 - 13:00           | 2016年10月15日 | 遅れネット |
| 富山県         | 富山テレビ         | フジテレビ系列 | 月曜 2:55 - 3:50（日曜深夜） | 2016年10月24日 | 遅れネット |
| 鹿児島県       | 鹿児島テレビ       | フジテレビ系列 | 水曜 1:35 - 2:35（火曜深夜） | 2016年11月2日  | 遅れネット |
| 福井県         | 福井テレビ         | フジテレビ系列 | 金曜 15:48 - 16:46           | 2016年12月23日 | 遅れネット |

同時ネット局は地域限定スポンサードネット扱い。

## 本作収録の映像ソフト
こちら葛飾区亀有公園前派出所 ベストエピソードセレクション DVD-BOX
2016年12月22日に発売された。
こちら葛飾区亀有公園前派出所 TVスペシャル 第11巻（最終巻）
2016年12月22日に発売されたレンタル専用DVD。